# Moby Kiss
Le Moby Kiss est un ferry construit en 1975 par les chantiers Helsingør Værft d’Helsingør pour la compagnie Mols Linien, deuxième navire avec le même nom actuellement en service par la compagnie italienne Moby Lines.

## Histoire
Le Banasa est un ferry construit en 1975 par les chantiers Helsingør Værft d’Helsingør pour la compagnie Mols Linien. Il est lancé le 26 juillet 1974 et mis en service le 18 mars 1975 sous le nom de Mette Mols.
Il connait de nombreux incidents dans ses premières années; tels qu’un incendie dans la salle des machines en mars 1975, un échouement en juillet 1975, une explosion en janvier 1976, un incendie dans sa cheminée en février 1976 et une collision avec le brise-lames d’Ebeltoft le 23 janvier 1979.
En 1985, il est vendu à la compagnie J. Lauritzen, mais conserve son nom original. Cette même année, il est reconstruit.
En août 1988, il est revendu à la compagnie Mols Linien. En mars 1996, il est rebaptisé Mette Mo, puis vendu à la Comarit en novembre 1996 après être resté désarmé à Grenaa pendant six mois. Il devient le Banassa, puis est renommé Banasa et est mis en service entre Tanger et Algésiras.
En mai 2003, l’un de ses moteurs tombe en panne. Il est rapidement réparé, puis le ferry est entièrement remotorisé pendant l’hiver avant d’être remis en service en mai 2004.
En mai 2012, la compagnie le désarme à Algésiras à cause de difficultés économiques.
En 2015, il est vendu à la casse. Il quitte Algésiras en remorque du Amber II le 7 août 2015 et arrive à Aliağa le 20 août 2015, mais est revendu à la compagnie European Seaways le 30 septembre 2015. Il est déséchoué et arrive au Pirée le 16 octobre 2015 sous le nom de Galaxy. Il devrait être remis en service pour la compagnie Moby Lines sous le nom de Moby Kiss à l’été 2016.
Le 1er mars 2022, alors que le navire appareille de Portoferraio pour Piombino à 9h25, le navire commence à s'éloigner des côtes lorsqu'il est soudain, victime d'un black-out de quelques minutes le faisant dérivé vers les côtes de l'île d'Elbe à cause d'un vent assez fort, le navire réussi tant bien que mal à redémarrer ses moteurs et à rejoindre le port de Portoferraio par ses propres moyens.

## Navire jumeau
Il a un navire jumeau, le Maren Mols, qui a été détruit à Alang en 2005 sous le nom de Tama.

## Lignes desservies
Livourne↔ Bastia